# Zavodî, Konotop
Zavodî (în ucraineană Заводи), sau Șevcenkivske (în ucraineană Шевченківське, conform unor acte aprobate de administrația regiunii, dar nu și de legislativul național) este un sat în comuna Sosnivka din raionul Konotop, regiunea Sumî, Ucraina.

## Demografie
Componența lingvistică a localității Zavodî
     Ucraineană (98,85%)
     Alte limbi (1,15%)
Conform recensământului din 2001, majoritatea populației localității Zavodî era vorbitoare de ucraineană (98,85%), existând în minoritate și vorbitori de alte limbi.